# Acer tenellum
Acer tenellum é uma espécie de árvore do gênero Acer, pertencente à família Aceraceae.